# Каланг
Каланг (Jawoë: چالڠ) — столиця регентства Ачех-Джая на особливій території (daerah istimewa) Ачех знаходився на острові Суматра, Індонезія. У ньому проживало близько 12 000 осіб, хоча, як повідомляється, воно «повністю зникло, залишивши лише розкидані уламки бетону» в результаті цунамі, викликаного землетрусом в Індійському океані 2004 року. Лише близько 30 відсотків жителів міста вижили.
Слід руйнування, залишений цунамі, простягається на два кілометри вглиб узбережжя. Змило цілі пагорби.

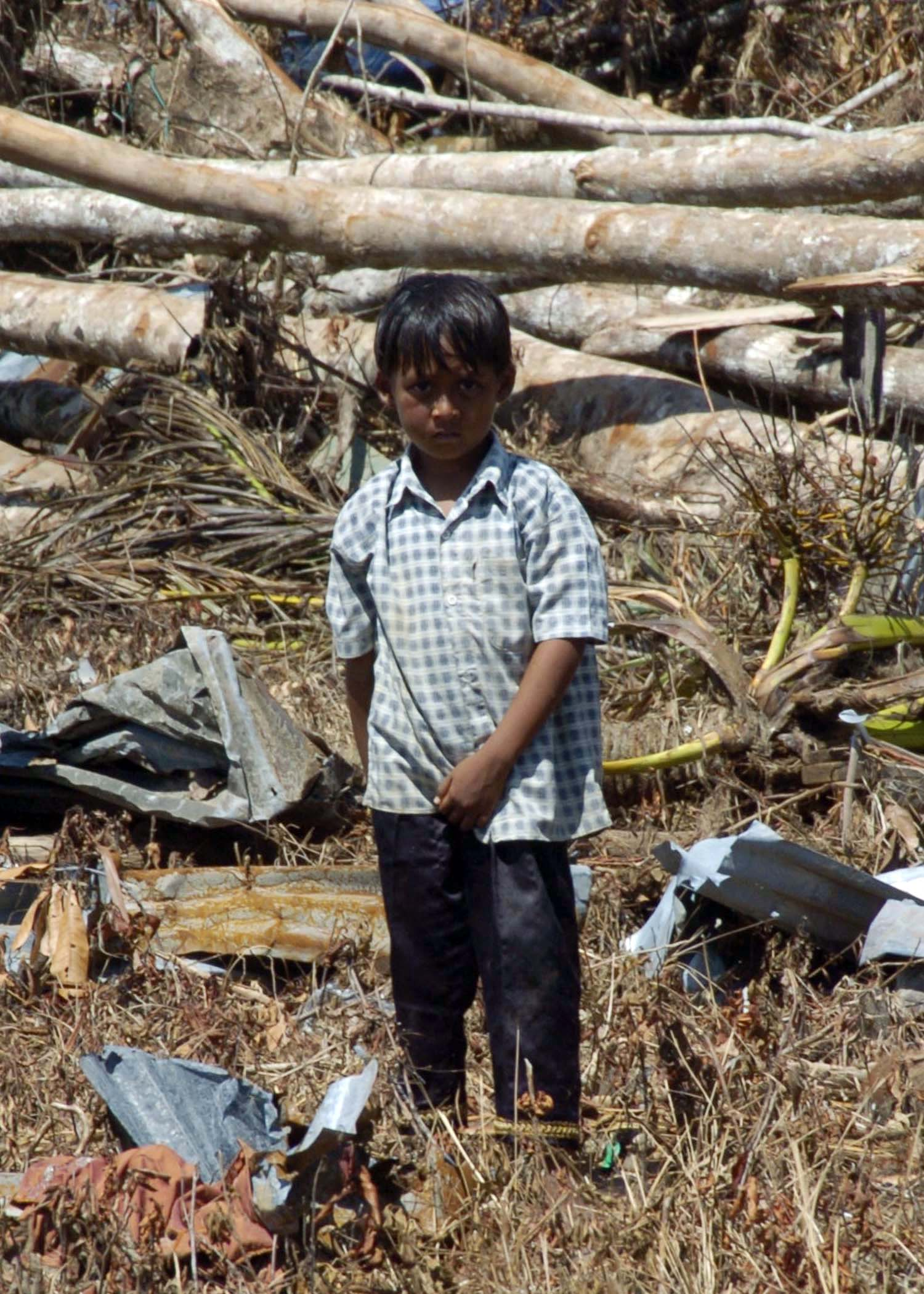
Індонезійська дитина стоїть серед руйнувань цунамі в селі Каланг, Суматра, Індонезія

За словами індонезійського міністра соціального забезпечення Алві Шіхаб, селище, колишній опорний пункт індонезійських військових (TNI, Tentara Nasional Indonesia), буде перенесено вглиб країни.

## Клімат
Каланг має клімат тропічного лісу (Af) з сильними або дуже рясними опадами цілий рік.